# Carol & The End of the World
Carol & The End of the World är en kommande amerikansk animerad komediserie. Serien hade premiär den 15 december 2023 på strömningstjänsten Netflix. Serien är en skapad av Dan Guterman som även medverkat i skrivandet av manus.

## Handling
Serien kretsar kring den nära förestående apokalypsen. En kvinna som har svårt att ägna sig åt de hedonistiska aktiviteterna söker efter livets mening under sista månaderna på jorden.

## Rollista i urval
- Martha Kelly : Carol Kohl
- Kimberly Hebert Gregory : Donna
- Mel Rodriguez : Luis
- Beth Grant : Pauline Kohl
- Lawrence Pressman : Bernard Kohl
- Delbert Hunt : Michael
- Bridget Everett : Elena Kohl
- Michael Chernus : Eric
- Laurie Metcalf : HR Lady
- Sean Giambrone : Steven